# Luis Marden
Luis Marden, vero nome Annibale Luigi Paragallo (Chelsea, 25 gennaio 1913 – Arlington, 3 marzo 2003), è stato un fotografo, esploratore, regista e scrittore, subacqueo e linguista statunitense che lavorò per il National Geographic.
Fu un pioniere nell'uso della fotografia a colori, sia tradizionale che nella fotografia subacquea, e fece anche molte scoperte scientifiche. Sebbene ritiratosi nel 1976 continuò a scrivere per molto tempo.

## Fotografia subacquea
La conoscenza della lingua spagnola lo portò ad esplorare l'America Centrale, il Sud America e i Caraibi. Nel 1941 ad Antigua vide la sua prima barriera corallina.
- Lavorando con Jacques Cousteau sulla Calypso negli anni cinquanta fu un pioniere nel campo delle tecniche della fotografia subacquea. Nel 1957 scoprì i resti del Bounty di William Bligh presso le isole Figi, e lì si immerse più volte nonostante gli avvertimenti degli isolani[1].

## Scoperte
- La National Geographic Society di Washington possiede un esemplare di uovo di Aepyornis scoperto da Marden nel 1967 in Madagascar.
- Scoprì l'orchidea Epistephium mardenii in Brasile.[2]
- Scoprì una nuova specie della pulce d'acqua, chiamato in seguito Dolobrotus mardeni.[3]